# Joe Vitale (spisovatel)
Joe Vitale, rodným jménem Joseph Vitale (* 29. prosince 1953 Niles, Ohio) je americký profesionální kouč, motivační řečník, spisovatel knih o osobnostním růstu a autor několika bestsellerů, úspěšný obchodník a podnikatel. Je prezidentem společnosti Hypnotic Marketing.
Napsal mnoho knih s tématem duchovního růstu a způsobech, jak získat úspěch, vydělat peníze a zlepšit si život. Namluvil několik audioknih a hrál v osmi filmech, například Tajemství (anglicky The Secret). Patří k spisovatelům hnutí New Age.

## Publikace
Knihy vydané v České republice v Ottově nakladatelství:
- Klič – Odhalte tajemství zákona přitažlivosti a získáte, po čem toužíte (2009) (anglicky The Key: The Missing Secret for Attracting Anything You Want by Joe Vitale, 2009)
- Síla přitažlivosti – 5 kroků k odhalení tajemství celoživotního bohatství a štěstí (2009) (anglicky The Attractor Factor: 5 Easy Steps for Creating Wealth (or Anything Else) from the Inside Out, 2005)
- Svět bez hranic – Tajná havajská technika na vytváření hojnosti, zdraví, míru... (2009) (anglicky Zero Limits: The Secret Hawaiian System for Wealth, Health, Peace, and More, 2008) – spolupráce s Dr. Ihaleakalá Hew Len, Ph.D.
- Sedm ztracených tajemství úspěchu – Jak překonat krizi a získat náskok před konkurencí (2009) (anglicky The Seven Lost Secrets of Success: Million Dollar Ideas of Bruce Barton, America's Forgotten Genius, 2007)
- Návod na šťastný život – Kniha, kterou jste měli dostat při narození (2010) (anglicky Life's Missing Instruction Manual: The Guidebook You Should Have Been Given at Birth, 2006)